# یامبول
شهر یامبول سیزدهمین شهر بزرگ کشور بلغارستان می‌باشد . این شهر مرکز استان یامبول محسوب می گردد. بر اساس سرشماری انجام شده در سال ۲۰۱۱ این شهر دارای جمعیتی بالغ بر ۷۴٬۱۳۲ نفر می‌باشد .

## شهرهای خواهر خوانده
- ترگو ژی, رومانی
- ویوژوئیف, پاریس, فرانسه
- شیرادز, لهستان[۲]
- ایژوسک, روسیه[۳]
- بردیانسک, اوکراین[۴]
- ادرنه, ترکیه[۵]